# Johann Ludwig Gebhard von Alvensleben

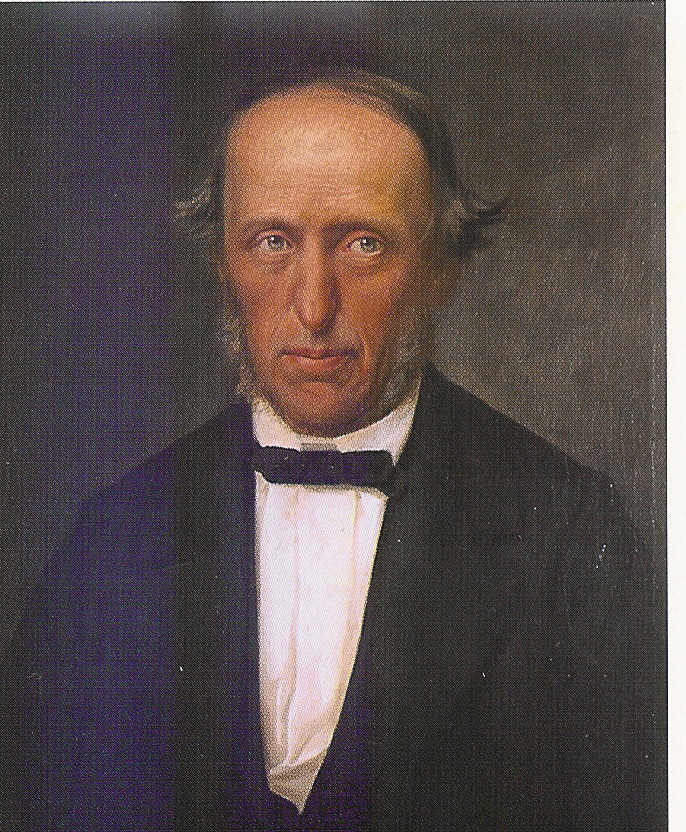
Gebhard von Alvensleben (1816–1895)

Johann Ludwig Gebhard von Alvensleben (* 7. September 1816 in Calbe an der Milde; † 26. April 1895 in Kassel) war ein deutscher Gutsherr und Musiker.

## Familie
Er entstammte der niederdeutschen Adelsfamilie von Alvensleben und wurde als achtes Kind von Wilhelm von Alvensleben (1779–1838) aus Kalbe (Milde) und dessen Frau Sophie Günther (1784–1847) in Kalbe (Milde) geboren. Er hatte noch elf Geschwister, darunter den Gutsbesitzer Udo III. von Alvensleben (1823–1910) und den Landschaftsmaler Oskar von Alvensleben (1831–1903). Am 17. Juli 1850 heiratete er in Leipzig Anette Sellier (1826–1897) aus einer bekannten Leipziger Familie. Aus der Ehe gingen vier Kinder hervor.

## Leben
Nach dem Besuch des Pädagogiums in Halle ging er 1836 nach Berlin, wo er u. a. bei Adolf Bernhard Marx Musik studierte, Mitglied der Sing-Akademie zu Berlin war und in den Häusern von Alexander von Humboldt, Friedrich Carl von Savigny und Bettina von Arnim verkehrte. Er begleitete die Arnims auf verschiedenen Reisen und stand mit ihnen im häufigen Briefwechsel. 1841/42 gehörte er auch zu den Mitarbeitern der Neuen Zeitschrift für Musik von Robert Schumann, mit dem er in Leipzig auch persönlich zusammentraf.
Zur sprachlichen und weiteren musikalischen Ausbildung ging er 1844 für einige Zeit nach Paris. Nach dem Tode seiner Mutter im Jahr 1847 übernahm er das väterliche Gut Gohlis bei Leipzig, das er aber 1863 wieder verkaufte. Er wohnte dann zunächst in Dresden und erwarb 1872 das Rittergut Falkenberg bei Kassel, das er bis in sein hohes Alter bewirtschaftete. Sein Lebensabend war durch ein Gehörleiden überschattet.

## Leistung
Gebhard von Alvensleben war musisch gebildet, kunstsinnig und künstlerisch talentiert. Er dichtete, komponierte, sang mit „schöner Baßstimme“ und dirigierte. In Berlin komponierte er eine Kantate und Lieder nach Texten der Romantiker. Sie wurden am 12. September 2006 im Rahmen eines Lese- und Liederabends im Gohliser Schlösschen zusammen mit einer Lesung seiner Briefe an die Arnims wieder aufgeführt. Im Jahr 1843 dirigierte er die Konzerte der 20. Saison des Musikvereins „Euterpe“ (1824–1874) in Leipzig. In dieser Zeit stand er auch mit Robert Schumann in Kontakt. Ein französisches Musiklexikon aus dem Jahr 1860 würdigte seine Leistungen. Seine Briefe an Bettina von Arnim und ihre Töchter sind – als schöne Zeugnisse der Romantik – im Goethe-Museum in Frankfurt/Main aufbewahrt. Er war Ehrenritter des Johanniterordens.